# Valeria Cătescu
Valeria Cătescu (n. 17 septembrie 1953, Berești-Meria, Regiunea Galați, România) este o canotoare română. Ea a concurat în Jocurile Olimpice de vară din 1980.

## Distincții
- Medalia „Meritul Sportiv” clasa I (15 aprilie 1981) „pentru rezultatele deosebite obținute la Jocurile olimpice de vară de la Moscova — 1980, precum și pentru contribuția adusă la dezvoltarea activității sportive și la creșterea prestigiului sportului românesc pe plan internațional”[5]